# Hydrotaea tersa
Hydrotaea tersa este o specie de muște din genul Hydrotaea, familia Muscidae. A fost descrisă pentru prima dată de Christian Rudolph Wilhelm Wiedemann în anul 1830. Conform Catalogue of Life specia Hydrotaea tersa nu are subspecii cunoscute.